# Sognando... Ballando con le stelle
Sognando... Ballando con le stelle è un programma televisivo italiano, spin-off di Ballando con le stelle, in onda in prima serata su Rai 1 dal 9 maggio 2025 con la conduzione di Milly Carlucci affiancata da Paolo Belli.

## Il programma
Il programma è un talent show con protagonista un gruppo di ballerini professionisti che si sfidano per conquistare un posto di maestro o maestra nella versione classica di Ballando con le stelle, esibendosi nel corso delle puntate in balli da sala, latini e caraibici di diversi tipi, in coppia con i maestri del programma orginale.
Una giuria di cinque esperti ha il compito di giudicare le prove di ballo sostenute dalle coppie in gara, sia sotto l'aspetto prettamente tecnico sia sotto quello artistico. A differenza del programma originale, la giuria non assegna voti da 0 a 10, ma vota tramite "Sì" o "No". Maggior peso viene inoltre dato ai tre tribuni tecnici, che possono assegnare un bonus tecnico di 5 punti a testa ai concorrenti preferiti. Ai voti di giuria e tribuni si aggiungono le preferenze del pubblico tramite le votazioni online gratuite sui social network ufficiali del programma (Instagram, X e Facebook).
Nella puntata finale i concorrenti sono affiancati da ex concorrenti delle ultime edizioni di Ballando con le stelle, per mostrare le loro capacità di insegnare a ballare a un non professionista.
Lo show è inoltre un evento celebrativo dei venti anni di trasmissione di Ballando con le stelle, e vede come ospiti alcuni tra i più memorabili concorrenti delle edizioni del programma, che ricordano la loro esperienza e in certi casi tornano ad esibirsi con i loro maestri con cui avevano gareggiato nel programma.

## Cast

### Conduzione
| Conduttore     | Edizione | Totale |
| Conduttore     | 1        | Totale |
| -------------- | -------- | ------ |
| Milly Carlucci |          | 1      |

### Co-conduttori
| Conduttore  | Edizione | Totale |
| Conduttore  | 1        | Totale |
| ----------- | -------- | ------ |
| Paolo Belli |          | 1      |

### Giuria
| Giurato             | Edizione | Totale |
| Giurato             | 1        | Totale |
| ------------------- | -------- | ------ |
| Guillermo Mariotto  |          | 1      |
| Ivan Zazzaroni      |          | 1      |
| Fabio Canino        |          | 1      |
| Selvaggia Lucarelli |          | 1      |

### Presidenti di Giuria
| Presidente    | Edizione | Totale |
| Presidente    | 1        | Totale |
| ------------- | -------- | ------ |
| Carolyn Smith |          | 1      |

### Commentatori
Commentatore fisso
     Tribuno del popolo
| Commentatore       | Edizione | Totale |
| Commentatore       | 1        | Totale |
| ------------------ | -------- | ------ |
| Alberto Matano     |          | 1      |
| Rossella Erra      |          | 1      |
| Sara Di Vaira      |          | 1      |
| Simone Di Pasquale |          | 1      |
| Matteo Addino      |          | 1      |

## Edizioni
| Edizione | Anno | Conduzione     | Conduzione  | Periodo       | Periodo        | Giuria         | Giuria       | Giuria        | Giuria              | Giuria             | Puntate | Regia       | Ballerini | Vincitore | Studio                          |
| Edizione | Anno | Conduzione     | Conduzione  | Inizio        | Fine           | Giuria         | Giuria       | Giuria        | Giuria              | Giuria             | Puntate | Regia       | Ballerini | Vincitore | Studio                          |
| -------- | ---- | -------------- | ----------- | ------------- | -------------- | -------------- | ------------ | ------------- | ------------------- | ------------------ | ------- | ----------- | --------- | --------- | ------------------------------- |
| 1ª       | 2025 | Milly Carlucci | Paolo Belli | 9 maggio 2025 | 30 maggio 2025 | Ivan Zazzaroni | Fabio Canino | Carolyn Smith | Selvaggia Lucarelli | Guillermo Mariotto | 4       | Luca Alcini | 10        | Chiquito  | Auditorium Rai del Foro Italico |

### Prima edizione

#### Concorrenti
| Concorrente       | Maestro            | VIP                  | Edizione di provenienza VIP | Stato                |
| ----------------- | ------------------ | -------------------- | --------------------------- | -------------------- |
| Chiquito          | Anastasia Kuzmina  | Wanda Nara           | 18ª                         | Vincitore            |
| Janiya Mami       | Pasquale La Rocca  | Gabriel Garko        | 17ª                         | Secondi classificati |
| Hugo Nordström    | Giada Lini         | Federica Nargi       | 19ª                         | Secondi classificati |
| Mario Cecinati    | Veera Kinnunen     | Bianca Guaccero      | 19ª                         | Eliminati            |
| Valentina Fiorini | Nikita Perotti     | Francesco Paolantoni | 19ª                         | Eliminati            |
| Vanessa Lacedonia | Carlo Aloia        | Massimiliano Ossini  | 19ª                         | Eliminati            |
| Yuri Orlando      | Alessandra Tripoli | Federica Pellegrini  | 19ª                         | Eliminati            |
| Aly Z             | Moreno Porcu       | Tommaso Marini       | 19ª                         | Eliminati            |
| Eleonora Riccardi | Luca Favilla       | -                    | -                           | Eliminati            |
| Yoyo Flow         | Rebecca Gabrielli  | -                    | -                           | Eliminati            |

## Audience
| Edizione | Rete televisiva | Anno | Stagione  | Programmazione | Programmazione | Programmazione | Programmazione | Programmazione | Programmazione | Programmazione | Ascolti        | Ascolti | Premiere       | Premiere | Finale         | Finale |
| Edizione | Rete televisiva | Anno | Stagione  | L              | M              | M              | G              | V              | S              | D              | Telespettatori | Share   | Telespettatori | Share    | Telespettatori | Share  |
| -------- | --------------- | ---- | --------- | -------------- | -------------- | -------------- | -------------- | -------------- | -------------- | -------------- | -------------- | ------- | -------------- | -------- | -------------- | ------ |
| 1ª       | Rai 1           | 2025 | primavera |                |                |                |                |                |                |                | 2 057 000      | 15,62%  | 2 407 000      | 16,70%   | 2 354 000      | 16,20% |

## Programmi derivati

### Sognando... Ballando con le stelle - Il casting
Il programma è stato anticipato da tre puntate in day-time andate in onda il sabato mattina dal 12 aprile al 3 maggio 2025 alle 10:50, incentrate sui casting di selezione dei dieci ballerini professionisti aspiranti maestri di Ballando con le stelle.
Nella prima e seconda puntata si sono esibite sei coppie di ballerini professionisti; al termine delle esibizioni di ciascuna puntata la giuria ha promosso alla terza puntata i concorrenti giudicati migliori, potendo scegliere entrambi gli elementi di una coppia oppure uno soltanto. Nella terza e ultima puntata i concorrenti selezionati si sono riesibiti da soli, e la giuria ha scelto i dieci vincitori che gareggiano nel programma Sognando... Ballando con le stelle.

#### Edizioni
| Edizione | Anno | Conduzione     | Periodo        | Periodo       | Giuria             | Giuria       | Giuria        | Giuria         | Giuria        | Puntate | Concorrenti | Regia          | Studio                          |
| Edizione | Anno | Conduzione     | Inizio         | Fine          | Giuria             | Giuria       | Giuria        | Giuria         | Giuria        | Puntate | Concorrenti | Regia          | Studio                          |
| -------- | ---- | -------------- | -------------- | ------------- | ------------------ | ------------ | ------------- | -------------- | ------------- | ------- | ----------- | -------------- | ------------------------------- |
| 1ª       | 2025 | Milly Carlucci | 12 aprile 2025 | 3 maggio 2025 | Simone Di Pasquale | Fabio Canino | Carolyn Smith | Ivan Zazzaroni | Matteo Addino | 3       | 24          | Arturo Minozzi | Auditorium Rai del Foro Italico |

#### Ascolti
| Puntata | Messa in onda  | Telespettatori | Share  | Note  |
| ------- | -------------- | -------------- | ------ | ----- |
| 1       | 12 aprile 2025 | 667 000        | 15,30% | [ 7 ] |
| 2       | 19 aprile 2025 | 725 000        | 15,20% | [ 8 ] |
| 3       | 3 maggio 2025  | 692 000        | 15,40% | [ 9 ] |
| Media   | Media          | 695 000        | 15,30% |       |

### Sognando... Segreto
Come Ballando con le stelle, anche Sognando... Ballando con le stelle è affiancato da un programma, trasmesso in streaming su RaiPlay, che mostra contenuti inediti e di "dietro le quinte": Sognando... Segreto.